# Groń (Stołowa Góra)
Groń (809 m) — szczyt w masywie Stołowej Góry w Beskidzie Makowskim, położony 6 km na południe od Koskowej Góry. 
U podnóży góry Groń położona jest wieś Wieprzec. W siodle między Groniem a Stołową Górą, znajduje się przysiółek Groń (Gronie Łętowskie), gdzie znajduje się kaplica upamiętniająca walki w czasie II wojny światowej.
Szlaki turystyki pieszej
 Osielec — Groń — Stołowa Góra — Skomielna Czarna. Czas przejścia: 3.50 h, ↓ 4.15 h
Szlak turystyczny
 Jordanów – Łysa Góra – Grzybkówka – Groń – Magurka – Koskowa Góra (skrzyżowanie z żółtym szlakiem). Czas przejścia 5.30 h, ↓ 4.10 h